# Miguel Jerónimo Lorieri

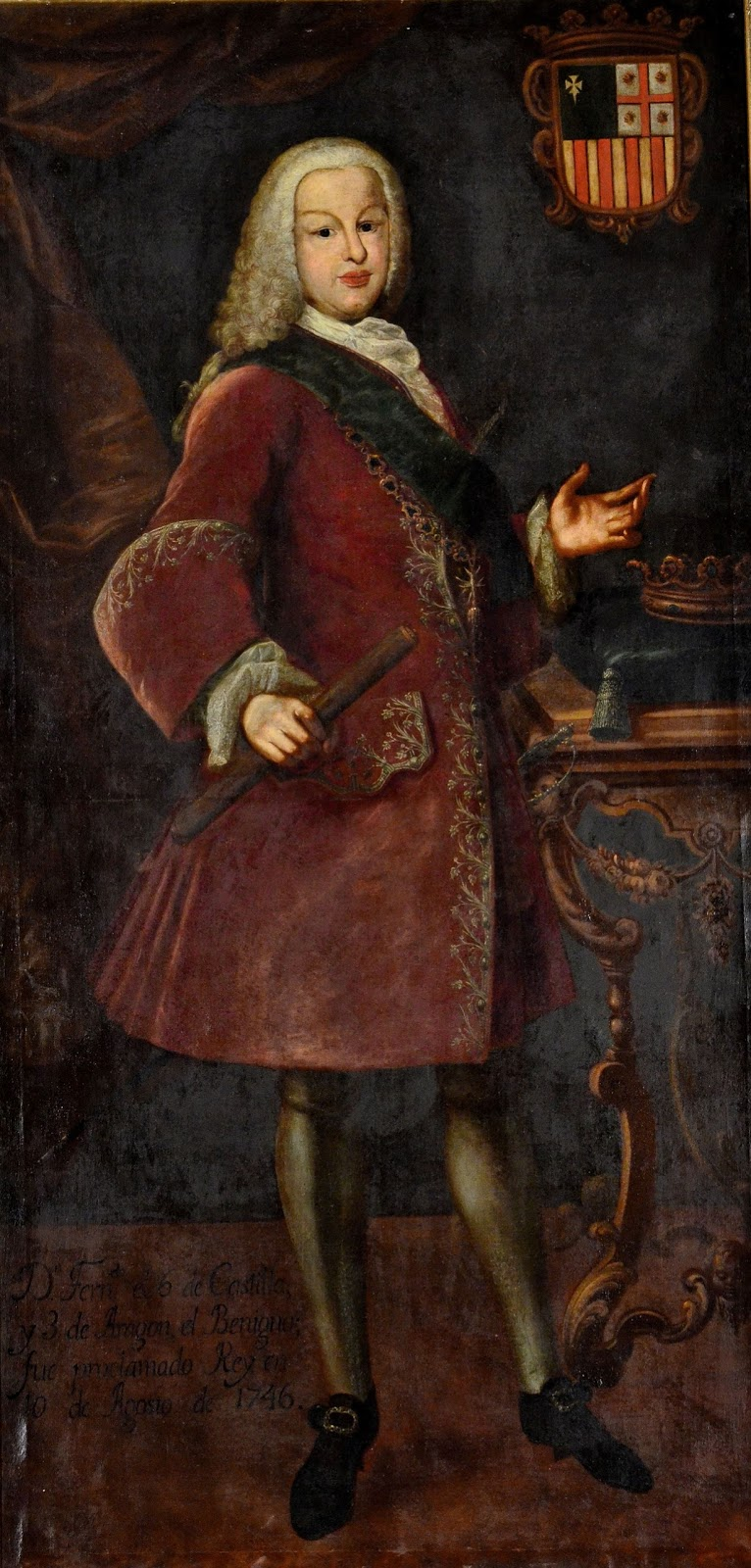
Fernando VI, 1746, óleo sobre lienzo, Borja, Ayuntamiento

Miguel Jerónimo Lorieri y Cuenca (Zaragoza, 1690-1749) fue un pintor y miniaturista español activo en Zaragoza. Leal a Felipe V en la Guerra de Sucesión, fue nombrado pintor del rey en 1732.
Descendiente de Francisco Lorieri, iluminador miniaturista de códices religiosos (misales y cantorales) especialmente para la La Seo de Zaragoza y la Catedral de Huesca.
En 1714 participó en la creación de la primera Academia de dibujo de la ciudad de Zaragoza, de la que fue profesor y director, y un año después se casó con Sebastiana Zabalo, hermana del pintor Juan Zabalo. En segundas nupcias contrajo matrimonio con María Teresa López. De sus dos esposas tuvo hijos.
Aunque su obra al óleo es bastante desconocida, y de calidad discreta, consta que durante el arzobispado de Manuel Pérez Araciel (1714-1726) se encargó junto con Francisco del Plano de la pintura de los grandes lienzos de la Capilla de San Agustín en la Seo, dedicados a la vida de la Virgen, correspondiendo a Lorieri el dedicado a la Visitación con diversos santos al pie. Hacia 1740, en colaboración en esta ocasión con José Luzán, se encargó de la decoración de la capilla de San Antonio en la iglesia de San Pedro de Alagón, para la que pintó los dos grandes lienzos colocados en los laterales. Completa su producción conocida el retrato de Fernando VI pintado para la serie de cuadros de reyes del ayuntamiento de Borja, firmado y fechado en 1746.
También ilustró libros, como el titulado Escala mystica de Jacob: en que se trata de las soberanas excelencias de Maria Santísima por ser madre de Dios, del jesuita Miguel Jerónimo Monreal, publicado póstumo en tres volúmenes en Zaragoza por Joseph Fort en 1750 y 1751.